# Hohnstein
Hohnstein è una città di 3 201 abitanti della Sassonia, in Germania.
Appartiene al circondario della Svizzera Sassone-Monti Metalliferi Orientali (targa PIR).

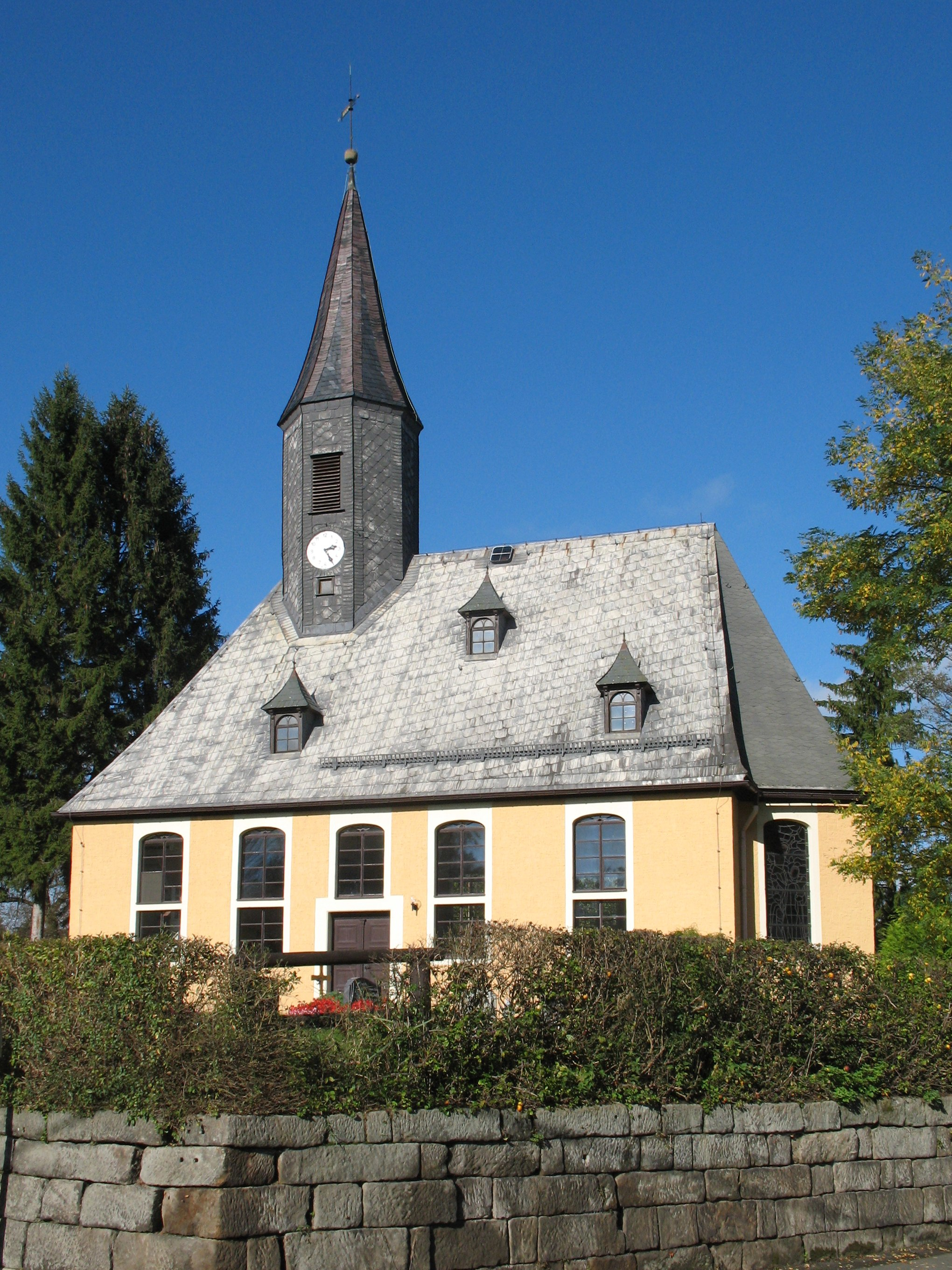
Chiesa a Hohnstein-Rathewalde